# Setzungsrecht
Als Setzungsrecht bezeichnet man ein historisches, bei der Reederei vorkommendes Recht, wonach bei Differenzen in der Leitung der Reedereiangelegenheiten die Minderheit der Mitreeder sich der Ausführung der Majoritätsbeschlüsse entziehen kann.
Dieses geschieht dadurch, dass die Minorität das gemeinsame Schiff zu einem bestimmten Preis veranschlagt. Die Mehrheit der Reeder hat dann entweder das Schiff zu diesem Preis zu übernehmen und die Anteile der Minderheit nach ebendiesem Preis auszuzahlen, oder sie muss das Schiff der Minderheit zu diesem Preis überlassen und derselben die entsprechenden Anteile auszahlen.
Seit der Einführung des deutschen Handelsgesetzbuchs durfte dieses Recht gesetzlich nur noch in Mecklenburg Anwendung finden, doch konnte es außerhalb dieses Staats für eine Reederei durch Vertrag gleichfalls begründet werden.